# デラウェア (アイオワ州)
デラウェア（英: Delaware）は、アメリカ合衆国のアイオワ州デラウェア郡にある市。2000年国勢調査時の人口は188人。

## 地理
国勢調査局の調査では総面積2.1平方キロ（0.8平方マイル）で、うち2.1平方キロ（0.8平方マイル）が陸地、総面積の1.23%が水域である。

## 人口動態
2000年の国勢調査時点でこの市には188人、78世帯、51家族が暮らしていた。人口密度は1平方キロあたり90.7人で、平方マイルに換算すると235.4人となる。住居数は78軒で、1平方キロあたりに37.6軒（1平方マイルあたりでは97.7軒）建っていることになる。住民のうち白人が98.94%を、混血が1.06%を、ヒスパニック・ラテン系が1.06%をそれぞれ占める。
78世帯のうち32.1%は18歳未満の子供と暮らしており、51.3%は夫婦で生活している。11.5%は未婚の女性が世帯主であり、34.6%は家族以外の住人と同居している。26.9%が独り身世帯で、11.5%を独居老人が占める。1世帯あたりの平均構成人数は2.41人、家庭の構成人数は2.82人である。
住民のうち29.3%が18歳未満の未成年、5.9%が18歳以上24歳以下、31.9%が25歳以上44歳以下、22.3%が45歳以上64歳以下、10.6%が65歳以上となっており、平均年齢は35歳である。女性100人に対し男性が100.0人いる一方、18歳以上の女性100人ごとに対しては98.5人いる。
一世帯あたりの平均収入は36,875米ドルで、家族ごとでは40,694米ドルである。男性の平均収入は31,250米ドル、女性の平均収入は21,875米ドルで、労働者でない人々も含めた住民一人当たりの収入は18,361米ドルとなる。総人口の4.4%、65歳以上の老人の16.7%は貧困線以下の収入で暮らしている。貧困線以下の収入で暮らす家族や18歳未満の子どもはいない。